# Hành tinh bên trong và hành tinh bên ngoài

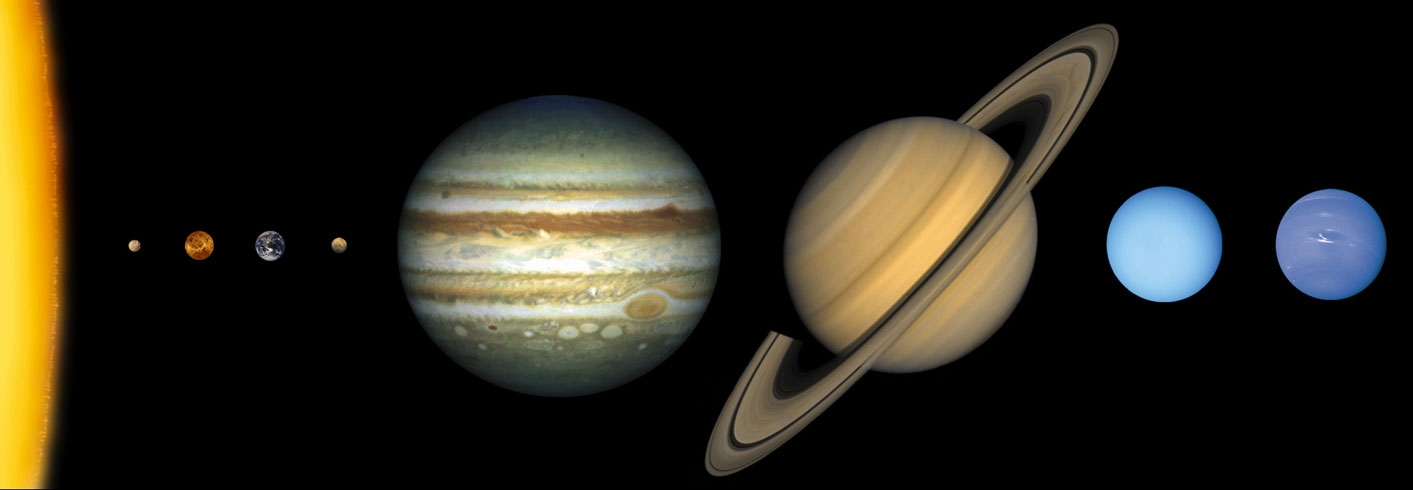
Thứ tự của 8 hành tinh trong hệ Mặt Trời, gồm có cả Mặt Trời. Trái Đất ở vị trí thứ ba so với Mặt Trời, vì vậy so với Trái Đất, có 2 hành tinh bên trong và 5 hành tinh bên ngoài.

Trong hệ Mặt Trời, một hành tinh được gọi là hành tinh bên trong so với một hành tinh tham chiếu khác nếu quỹ đạo của nó nằm bên trong quỹ đạo của hành tinh tham chiếu xung quanh Mặt Trời. Tương tự, hành tinh có quỹ đạo nằm bên ngoài được gọi là hành tinh bên ngoài so với hành tinh tham chiếu. Trong hệ quy chiếu Trái Đất, nơi những thuật ngữ này ban đầu được sử dụng, các hành tinh bên trong là Thủy Tinh và Kim Tim, trong khi các hành tinh bên ngoài là Hỏa Tinh, Mộc Tinh, Thổ Tinh, Thiên Vương Tinh, và Hải Vương Tinh. Các hành tinh lùn như Ceres hay Diêm Vương Tinh và đa số tiểu hành tinh nằm "bên ngoài" theo nghĩa là chúng luôn chuyển động theo quỹ đạo bên ngoài quỹ đạo Trái Đất.

## Lịch sử
Các thuật ngữ này được sử dụng lần đầu trong hệ thống vũ trụ địa tâm (lấy Trái Đất làm trung tâm) của Claudius Plotemy để phân biệt các hành tinh hạ hay bên trong (inferior) gồm Sao Thủy và Sao Kim chuyển động trên các vòng tròn phụ (ἐπίκυκλος) thẳng hàng với Trái Đất và Mặt Trời, và các hành tinh thượng hay bên ngoài (superior) gồm Sao Hoả, Sao Mộc, và Sao Thổ không chuyển động như vậy.
Tới thế kỷ thứ 16, các thuật ngữ này mới được chỉnh sửa bởi Copernicus, người bác bỏ mô hình thuyết địa tâm của Plotemy, để phân biệt độ lớn của quỹ đạo của một hành tinh so với quỹ đạo Trái Đất.

## Các hành tinh
Khi Trái Đất được nêu hoặc hiểu ngầm là được chọn làm hệ quy chiếu:
- "Hành tinh bên trong" nói đến Sao Thủy và Sao Kim, có quỹ đạo gần hơn với Mặt Trời so với Trái Đất.
- "Hành tinh bên ngoài" nói đến Sao Hỏa, Sao Mộc, Sao Thổ, Sao Thiên Vương và Sao Hải Vương (hai hành tinh cuối cùng được phát hiện và bố sung thêm sau), các hành tinh xa hơn với Mặt Trời so với Trái Đất.

Thuật ngữ này đôi khi cũng được sử dụng tổng quát hơn; ví dụ, Trái Đất là một hành tinh bên trong so với Sao Hỏa.

## Các thuật ngữ hành tinh khác: vòng trong và vòng ngoài
Hành tinh bên trong hiện nay dường như đã trở thành thuật ngữ phổ biến trong giới thiên văn. "Bên trong" và "bên ngoài" khác so với các thuật ngữ hành tinh vòng trong và hành tinh vòng ngoài, dùng để chỉ tương ứng các hành tinh nằm bên trong và bên ngoài so với vành đai tiểu hành tinh. Hành tinh bên trong (inferior) cũng không mang nghĩa là "phụ", vì vậy cũng khác với hành tinh vi hình (minor planet) hoặc hành tinh lùn (dwarf planet). Hành tinh bên ngoài (superior) cũng khác với hành tinh khí khổng lồ, bởi nó còn chỉ Sao Hỏa.